# Gaude Mater Polonia

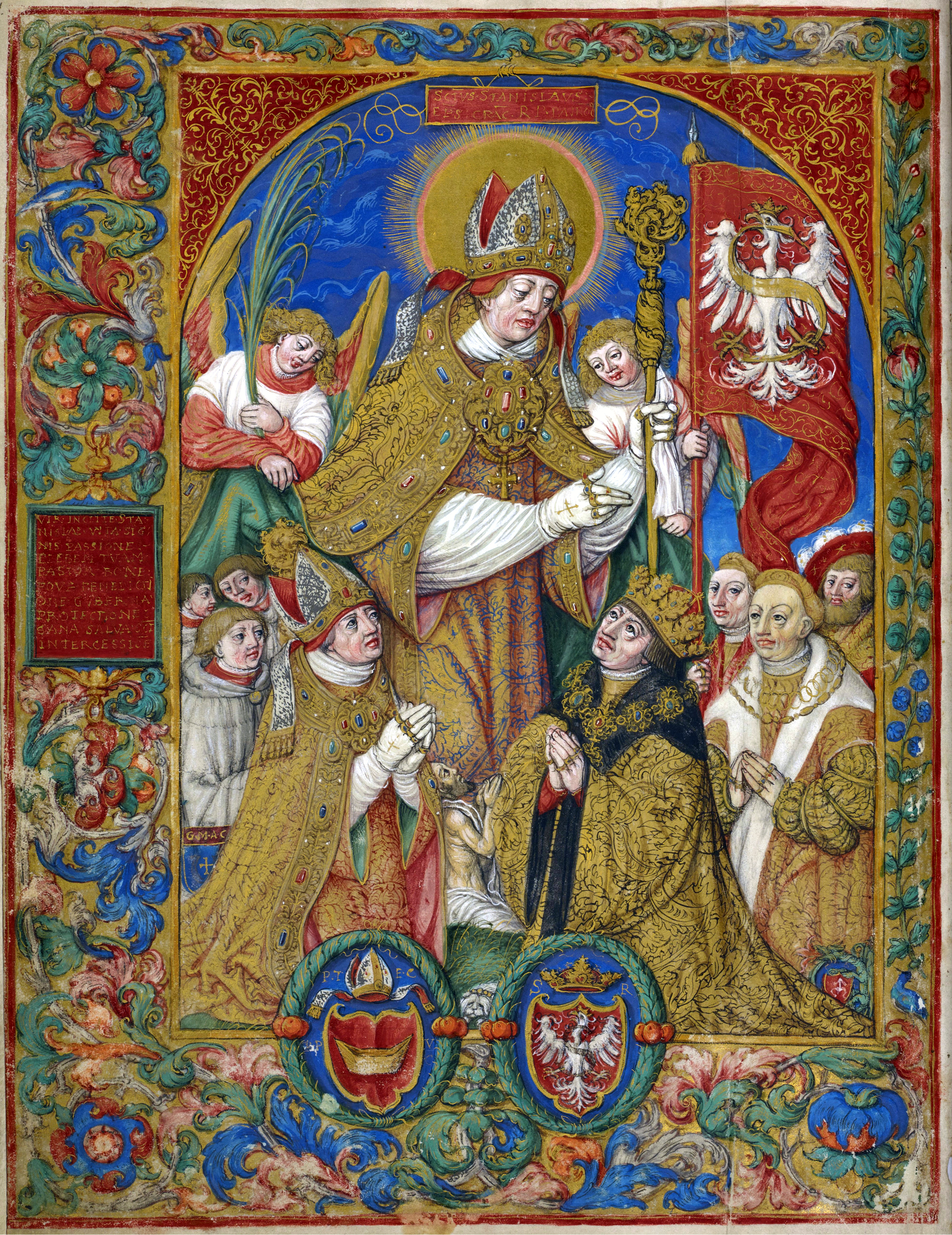
Der Heilige Stanislaus von Stanisław Samostrzelnik

Gaude Mater Polonia (deutsch Freue Dich Mutter Polen) ist ein mittelalterliches religiöses Loblied auf den Heiligen Stanislaus. Das Lied wurde 1253 anlässlich der Heiligsprechung des Krakauer Bischofs Stanislaus von Vinzenz von Kielcza, dem damaligen Prior des Dominikanerklosters in Ratibor, geschrieben. Es wurde im Rahmen der Heiligsprechungsfeierlichkeiten am 8. Mai 1254 in Krakau uraufgeführt. Die älteste erhaltene Quelle des Liedes stammt von 1372. Es wurde neben der Bogurodzica ein Hymnus der polnischen Ritterschaft und ab dem 16. Jahrhundert die Hymne der Adelsrepublik Polen-Litauen. Es wird weiterhin regelmäßig an der Jagiellonen-Universität vom Universitätschor bei Festen der Krakauer Akademie gesungen.